# Tena Jumandy Airport
Tena Jumandy Airport är en flygplats i Ecuador.   Den ligger i provinsen Napo, i den centrala delen av landet, 110 km sydost om huvudstaden Quito. Tena Jumandy Airport ligger 600 meter över havet.
Terrängen runt Tena Jumandy Airport är kuperad åt sydväst, men åt nordost är den platt. Runt Tena Jumandy Airport är det ganska glesbefolkat, med 22 invånare per kvadratkilometer. Närmaste större samhälle är Tena, 1,3 km sydost om Tena Jumandy Airport. I omgivningarna runt Tena Jumandy Airport växer i huvudsak städsegrön lövskog.